# Ugo Saladini
Saint Ugo Saladini (mort en 1184) est un évêque italien du XIIe siècle, canonisé par l'Église catholique romaine.

## Biographie
Ugo Saladini est né en Italie, au Moyen Âge, à une date incertaine. Il devient prêtre, puis recteur de la cathédrale de Volterra (Toscane, Italie). Quelques années plus tard, en 1171, Ugo devint évêque de la ville.
Nous ne disposons pas de renseignements précis sur sa vie épiscopale. Mais, l'évêque Ugo était connu pour être très charitable et pieux.
Il meurt en 1184 en odeur de sainteté.
Saint local, il fut tout de même canonisé par l’Église catholique.
Ses reliques se trouvent dans un tombeau en marbre, dans une chapelle à l'entrée de la cathédrale (dont il fut le recteur puis l'évêque) de Volterra.
On le représente en habits épiscopaux, avec la mitre, et la crosse, et aussi une auréole autour de sa tête.